# Carl von Raesfeld
Carl von Raesfeld (geboren am 30. November 1792 in Kleve; gestorben am 19. Juli 1857) war ein preußischer Offizier, Gutsbesitzer zu Haus Tervoort, Verwaltungsbeamter und von 1841 bis 1843 Landrat des Landkreises Krefeld.

## Leben
Der Protestant Carl Freiherr von Raesfeld war ein Sohn des preußischen Offiziers und späteren Gutsbesitzers auf Haus Tervoort, Ferdinand Carl Freiherr von Raesfeld (geboren um 1752), und dessen Ehefrau Georgette Freiin von Raesfeld, geborene Freiin von der Borck (gestorben vor dem 12. Mai 1817 zu Haus Tervoort) aus dem Haus Langendreer. 1791 im Alter von 8 Jahren als Page in Diensten des Preußischen Prinzen August Ferdinand von Preußen, diente Carl 1805 als Fahnenjunker im Infanterie-Regiment Kurfürst von Hessen. 1808 stand er im westfälischen, 1813 in preußischem Militärdienst. Als invalide mit dem Rang eines Leutnant a. D. aus dem Militärdienst entlassen, bewirtschaftete Carl von Raesfeld 1817 das väterliche Gut Tervoort in der Bürgermeisterei Repelen, deren Verwaltung er ab 1819 versah. Aus Familiengründen schied er im Jahr 1836 aus diesem Amt.
Am 7. Juni 1839 wählte dann der Kreistag des Kreises Krefeld von Raesfeld zum 2. Kreisdeputierten (Bestätigung am 12. Juni), bevor er am 26. September 1840 in der Präsentationswahl zum Landrat erfolgreich war. Dem vorausgegangen waren bereits bald nach dem Tod des Landrats Konrad Melsbach 1840 einsetzende „Umtriebe“ zur Kandidatenfindung zu bemerken, so ist einem Vorgang der Königlich Preußischen Regierung in Düsseldorf zu entnehmen: „Wie leider in unseren Tagen fast überall, stellte sich auch hier der blinde religiöse Eifer an die Spitze, um zunächst einen Kandidaten katholischer Konfession zu finden.“ und an anderer Stelle: „wäre nicht der Parteigeist bei der Wahl zum Ausdruck gekommen“, Raesfeld wäre bei der Präsentation potentieller Nachfolger der erste gewesen. Nach Raesfelds Wahl im September 1840 folgte die Einsetzung als Landrat mit Allerhöchster Kabinettsorder vom 15. März 1841 unter dem Vorbehalt der vorschriftsmäßigen Prüfung, die er am 1. Oktober ablegte, und am 13. November desselben Jahres die formelle Amtseinführung. Doch sollte er nicht lange auf diesem Amt verweilen.
Am 14. Juli 1843 reichte von Raesfeld schließlich sein Abschiedsgesuch wegen „mißlicher Gesundheitszustände“ ein, er behauptete dabei keine „sitzende Lebensweise“ länger ertragen zu können. Daran anschließend war er für den August und September 1843 beurlaubt. Derweil fragte mit Schreiben vom 11. November 1843 der Preußische König Friedrich Wilhelm IV. nach, ob die Gründe nicht anderer Art als gesundheitlicher seien, so etwa „Dienstunannehmlichkeiten“. Letztlich hatte von Raesfeld nach einem Schreiben des Düsseldorfer Regierungspräsidenten Adolph von Spiegel-Borlinghausen vom 7. Dezember 1843 an den Preußischen Innenminister Adolf Heinrich von Arnim-Boitzenburg seinen Dienst so bald quittieren müssen, weil er sich bei einem Diner einen „groben Verstoß gegen die Sittlichkeit“ hatte zuschulden kommen lassen. Seine Landratskollegen beabsichtigten ihn daher künftig zu meiden. Seine Dienstgeschäfte nicht wiederaufnehmend, trat Carl von Raesfeld schließlich mit Dimissoriale vom 1. April 1844 aus Gesundheitsgründen in den Ruhestand.

## Familie
Carl von Raesfeld heiratete am 12. Mai 1817 in Repelen Christina Elisabeth Wilhelmina Freifrau von der Mosel (geboren am 20. Oktober 1790 in  Moers; gestorben am 5. April 1882), eine Tochter des Heinrich Wilhelm Freiherren von der Mosel (gestorben vor dem 12. Mai 1817) und dessen Ehefrau Wilhelmine Friederike Auguste Freifrau von der Mosel, geborene von Puttkammer zu Uerdingen.